# Terre-de-Haut
Terre-de-Haut, llamada en criollo Tèdého, es una comuna francesa situada en el departamento de Guadalupe, de la región de Guadalupe. 
El gentilicio francés de sus habitantes es Saintois y Saintoises.

## Situación
La comuna está situada en el archipiélago de Los Santos, estando formada por las islas e islotes de Terre-de-Haut, Cabrit, Gran Islote, La Redonda y Les Roches Percées.

## Barrios y/o aldeas
Anse-à-Cointe, Anse-Crawen, Anse-Figuier, Anse-Galet, Anse-Mire, Anse-Rodrigue, Coquelet, Fond-du-Curé, Fort Napoléon, Grande-Anse, La Convalescence, La Coulée, La Savane, Maison Blanche, Marigot, Mouillage, Pain-de-Sucre, Pompierre, Prés-Cassin y Vieille-Anse. 

## Demografía
| Gráfica de evolución demográfica de Terre-de-Haut entre 1961 y 2013 |
|                                                                     |

Fuente: Insee